# Série de championnat de la Ligue nationale de baseball

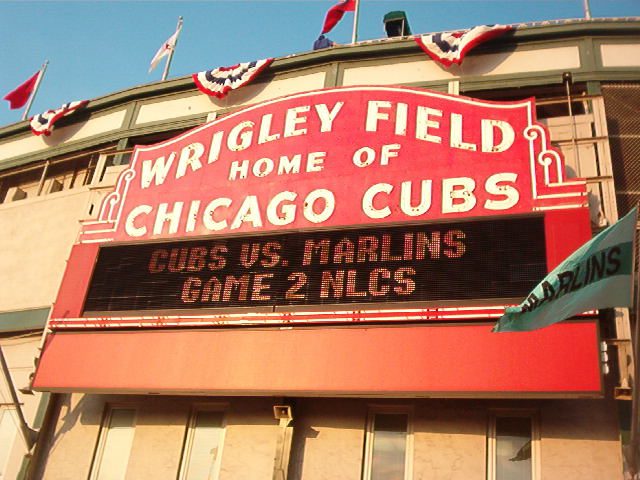
La Série de championnat 2003 annoncée au Wrigley Field de Chicago.

En Ligue majeure de baseball, la Série de championnat de la Ligue nationale est une série éliminatoire opposant les deux meilleures formations de la Ligue nationale, le vainqueur accédant à la Série mondiale qui l'opposera au champion de la Ligue américaine.
Le club champion reçoit le trophée Warren Giles, nommé en l'honneur de l'ancien président de la Ligue nationale, qui fut en poste de 1951 à 1969.
Les champions en titre de la Ligue nationale sont les Phillies de Philadelphie, gagnants de la Série de championnat 2022 de la Ligue nationale.

## Avant la Série de championnat

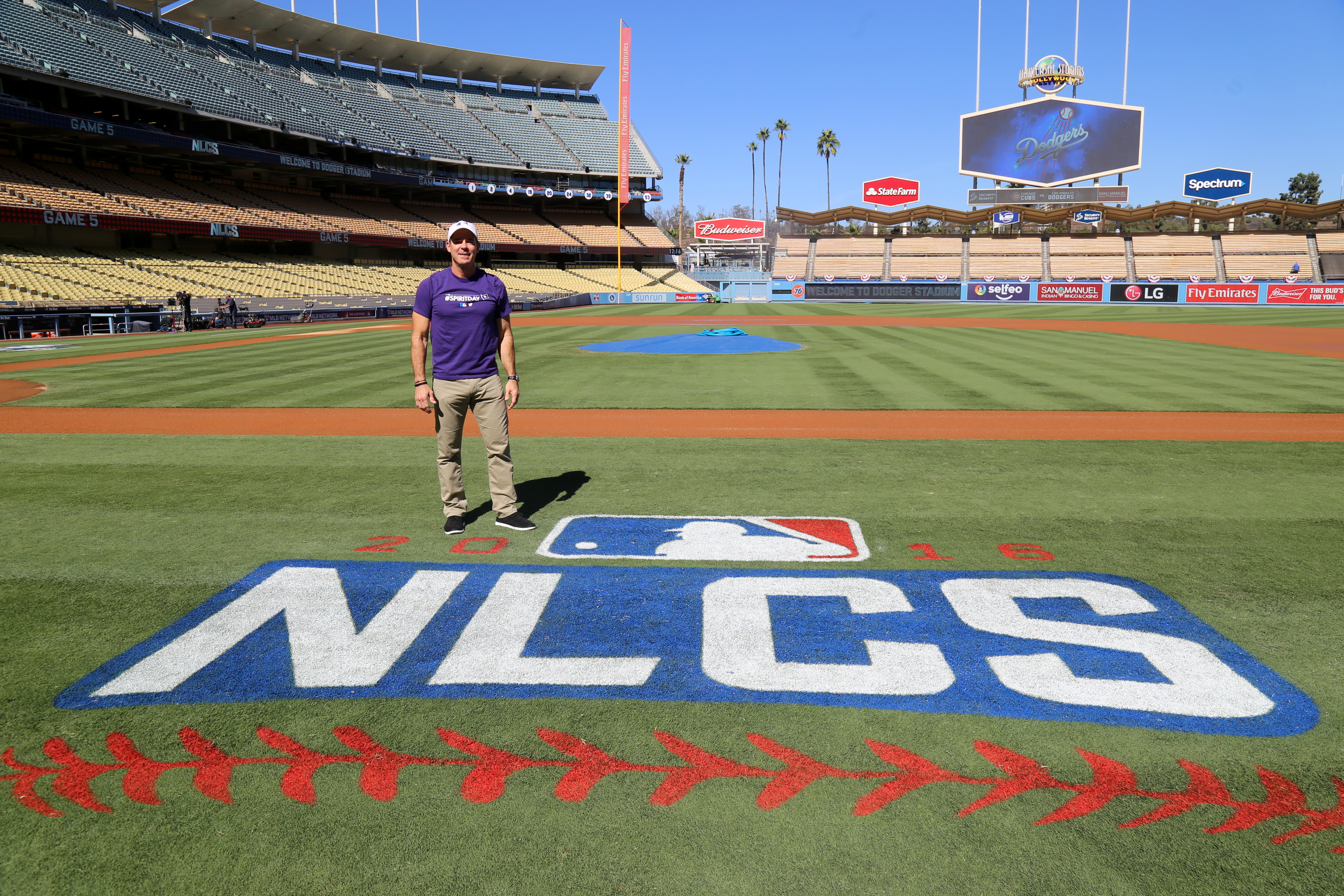
L'acronyme NLCS, pour National League Championship Series, sur le terrain du Dodger Stadium de Los Angeles lors de la Série de championnat 2016.

Avant 1969, le champion de la Ligue Nationale était déterminé par le meilleur bilan victoires-défaites à l'issue de la saison régulière. Si deux équipes terminaient à égalité, une série éliminatoire de 3 matchs avait lieu, ce qui s'est produit à quatre reprises dans l'histoire de la Ligue (en 1946, 1951, 1959 et 1962).

## 1969 à 1984
À partir de 1969, lorsque les deux ligues, Nationale et Américaine, furent réorganisées en deux divisions (Est et Ouest), les deux champions de division de chaque ligue devaient se mesurer dans une série au meilleur des 5 matchs, appelée Série de championnat, l'équipe victorieuse accédant à la Série mondiale.

## 1985 à 1994
Depuis 1985, les Séries de championnat se disputent au meilleur des 7 matchs.
Depuis l'instauration des séries au meilleur des 7 matchs, les séries de championnat des deux ligues sont toujours disputées selon une séquence 2-3-2 : les deux premières rencontres se disputent dans la ville de l'équipe ayant obtenu le meilleur bilan victoires-défaites en saison régulière, puis les trois parties suivantes (le cinquième match est facultatif) dans le stade de l'équipe n'ayant pas obtenu l'avantage du terrain. Les deux derniers matchs, s'ils s'avèrent nécessaires, se jouent dans le stade de la meilleure des deux formations en saison régulière. Si deux équipes se mesurant en éliminatoires ont conservé des fiches identiques en saison, on les départage en donnant l'avantage du terrain à celle qui est sortie victorieuse des affrontements entre les deux formations, en saison régulière.

## Depuis 1995
En 1994, les ligues Nationale et Américaine furent restructurées en trois divisions. Les ligues majeures décidèrent de rompre avec la tradition et de permettre à quatre équipes par ligue, plutôt que deux, d'accéder aux séries éliminatoires. Il fallut donc créer des Séries de division préalables à la Série de championnat, auxquelles participent les champions des divisions Est, Ouest et Centrale, ainsi qu'une équipe qualifiée comme "meilleur deuxième" (en anglais : wild card). Le meilleur deuxième n'a jamais l'avantage du terrain.
Le réalignement des divisions est établi en 1994 mais une grève des joueurs déclenchée en août met fin à la saison régulière prématurément et entraîne l'annulation des séries éliminatoires. Le nouveau format de séries éliminatoires n'est donc mis en pratique pour la première fois qu'en 1995 et c'est cette année-là que les Séries de division sont jouées pour la première fois avant la Série de championnat.

## Joueur par excellence
La récompense du joueur le plus utile de la Série de championnat de la Ligue nationale est remise au joueur le plus méritoire de la série. Le prix fut créé en 1977 et est remis chaque année. Le joueur méritant le reçoit dans les instants suivant le dernier match de la série.

## Liste des Séries de championnat de la Ligue nationale
En gras, l'équipe ayant remporté la Série mondiale la même année.
| Année | Équipe gagnante                                                 | Victoires-défaites                                              | Équipe perdante                                                 | Joueur par excellence                                           |                                                                 |
| ----- | --------------------------------------------------------------- | --------------------------------------------------------------- | --------------------------------------------------------------- | --------------------------------------------------------------- | --------------------------------------------------------------- |
| 1969  | Mets de New York                                                | 3-0                                                             | Braves d'Atlanta                                                | —                                                               |                                                                 |
| 1970  | Reds de Cincinnati                                              | 3-0                                                             | Pirates de Pittsburgh                                           | —                                                               |                                                                 |
| 1971  | Pirates de Pittsburgh                                           | 3-1                                                             | Giants de San Francisco                                         | —                                                               |                                                                 |
| 1972  | Reds de Cincinnati                                              | 3-2                                                             | Pirates de Pittsburgh                                           | —                                                               |                                                                 |
| 1973  | Mets de New York                                                | 3-2                                                             | Reds de Cincinnati                                              | —                                                               |                                                                 |
| 1974  | Dodgers de Los Angeles                                          | 3-1                                                             | Pirates de Pittsburgh                                           | —                                                               |                                                                 |
| 1975  | Reds de Cincinnati                                              | 3-0                                                             | Pirates de Pittsburgh                                           | —                                                               |                                                                 |
| 1976  | Reds de Cincinnati                                              | 3-0                                                             | Phillies de Philadelphie                                        | —                                                               |                                                                 |
| 1977  | Dodgers de Los Angeles                                          | 3-1                                                             | Phillies de Philadelphie                                        | Dusty Baker                                                     |                                                                 |
| 1978  | Dodgers de Los Angeles                                          | 3-1                                                             | Phillies de Philadelphie                                        | Steve Garvey                                                    |                                                                 |
| 1979  | Pirates de Pittsburgh                                           | 3-0                                                             | Reds de Cincinnati                                              | Willie Stargell                                                 |                                                                 |
| 1980  | Phillies de Philadelphie                                        | 3-2                                                             | Astros de Houston                                               | Manny Trillo                                                    |                                                                 |
| 1981  | Dodgers de Los Angeles                                          | 3-2                                                             | Expos de Montréal                                               | Burt Hooton                                                     |                                                                 |
| 1982  | Cardinals de Saint-Louis                                        | 3-0                                                             | Braves d'Atlanta                                                | Darrell Porter                                                  |                                                                 |
| 1983  | Phillies de Philadelphie                                        | 3-1                                                             | Dodgers de Los Angeles                                          | Gary Matthews                                                   |                                                                 |
| 1984  | Padres de San Diego                                             | 3-2                                                             | Cubs de Chicago                                                 | Steve Garvey                                                    |                                                                 |
| 1985  | Cardinals de Saint-Louis                                        | 4-2                                                             | Dodgers de Los Angeles                                          | Ozzie Smith                                                     |                                                                 |
| 1986  | Mets de New York                                                | 4-2                                                             | Astros de Houston                                               | Mike Scott                                                      |                                                                 |
| 1987  | Cardinals de Saint-Louis                                        | 4-3                                                             | Giants de San Francisco                                         | Jeffrey Leonard                                                 |                                                                 |
| 1988  | Dodgers de Los Angeles                                          | 4-3                                                             | Mets de New York                                                | Orel Hershiser                                                  |                                                                 |
| 1989  | Giants de San Francisco                                         | 4-1                                                             | Cubs de Chicago                                                 | Will Clark                                                      |                                                                 |
| 1990  | Reds de Cincinnati                                              | 4-2                                                             | Pirates de Pittsburgh                                           | Rob Dibble et Randy Myers                                       |                                                                 |
| 1991  | Braves d'Atlanta                                                | 4-3                                                             | Pirates de Pittsburgh                                           | Steve Avery                                                     |                                                                 |
| 1992  | Braves d'Atlanta                                                | 4-3                                                             | Pirates de Pittsburgh                                           | John Smoltz                                                     |                                                                 |
| 1993  | Phillies de Philadelphie                                        | 4-2                                                             | Braves d'Atlanta                                                | Curt Schilling                                                  |                                                                 |
| 1994  | Séries éliminatoires annulées en raison d'une grève des joueurs | Séries éliminatoires annulées en raison d'une grève des joueurs | Séries éliminatoires annulées en raison d'une grève des joueurs | Séries éliminatoires annulées en raison d'une grève des joueurs | Séries éliminatoires annulées en raison d'une grève des joueurs |
| 1995  | Braves d'Atlanta                                                | 4-0                                                             | Reds de Cincinnati                                              | Mike Devereaux                                                  |                                                                 |
| 1996  | Braves d'Atlanta                                                | 4-3                                                             | Cardinals de Saint-Louis                                        | Javy López                                                      |                                                                 |
| 1997  | Marlins de la Floride                                           | 4-2                                                             | Braves d'Atlanta                                                | Liván Hernández                                                 |                                                                 |
| 1998  | Padres de San Diego                                             | 4-2                                                             | Braves d'Atlanta                                                | Sterling Hitchcock                                              |                                                                 |
| 1999  | Braves d'Atlanta                                                | 4-2                                                             | Mets de New York                                                | Eddie Pérez                                                     |                                                                 |
| 2000  | Mets de New York                                                | 4-1                                                             | Cardinals de Saint-Louis                                        | Mike Hampton                                                    |                                                                 |
| 2001  | Diamondbacks de l'Arizona                                       | 4-1                                                             | Braves d'Atlanta                                                | Craig Counsell                                                  |                                                                 |
| 2002  | Giants de San Francisco                                         | 4-1                                                             | Cardinals de Saint-Louis                                        | Benito Santiago                                                 |                                                                 |
| 2003  | Marlins de la Floride                                           | 4-3                                                             | Cubs de Chicago                                                 | Iván Rodríguez                                                  |                                                                 |
| 2004  | Cardinals de Saint-Louis                                        | 4-3                                                             | Astros de Houston                                               | Albert Pujols                                                   |                                                                 |
| 2005  | Astros de Houston                                               | 4-2                                                             | Cardinals de Saint-Louis                                        | Roy Oswalt                                                      |                                                                 |
| 2006  | Cardinals de Saint-Louis                                        | 4-3                                                             | Mets de New York                                                | Jeff Suppan                                                     |                                                                 |
| 2007  | Rockies du Colorado                                             | 4-0                                                             | Diamondbacks de l'Arizona                                       | Matt Holliday                                                   |                                                                 |
| 2008  | Phillies de Philadelphie                                        | 4-1                                                             | Dodgers de Los Angeles                                          | Cole Hamels                                                     |                                                                 |
| 2009  | Phillies de Philadelphie                                        | 4-1                                                             | Dodgers de Los Angeles                                          | Ryan Howard                                                     |                                                                 |
| 2010  | Giants de San Francisco                                         | 4-2                                                             | Phillies de Philadelphie                                        | Cody Ross                                                       |                                                                 |
| 2011  | Cardinals de Saint-Louis                                        | 4-2                                                             | Brewers de Milwaukee                                            | David Freese                                                    |                                                                 |
| 2012  | Giants de San Francisco                                         | 4-3                                                             | Cardinals de Saint-Louis                                        | Marco Scutaro                                                   |                                                                 |
| 2013  | Cardinals de Saint-Louis                                        | 4-2                                                             | Dodgers de Los Angeles                                          | Michael Wacha                                                   |                                                                 |
| 2014  | Giants de San Francisco                                         | 4-1                                                             | Cardinals de Saint-Louis                                        | Madison Bumgarner                                               |                                                                 |
| 2015  | Mets de New York                                                | 4-0                                                             | Cubs de Chicago                                                 | Daniel Murphy                                                   |                                                                 |
| 2016  | Cubs de Chicago                                                 | 4-2                                                             | Dodgers de Los Angeles                                          | Javier Báez et Jon Lester                                       |                                                                 |
| 2017  | Dodgers de Los Angeles                                          | 4-1                                                             | Cubs de Chicago                                                 | Justin Turner et Chris Taylor                                   |                                                                 |
| 2018  | Dodgers de Los Angeles                                          | 4-3                                                             | Brewers de Milwaukee                                            | Cody Bellinger                                                  |                                                                 |
| 2019  | Nationals de Washington                                         | 4-0                                                             | Cardinals de Saint-Louis                                        | Howie Kendrick                                                  |                                                                 |
| 2020  | Dodgers de Los Angeles                                          | 4-3                                                             | Braves d'Atlanta                                                | Corey Seager                                                    |                                                                 |
| 2021  | Braves d'Atlanta                                                | 4-2                                                             | Dodgers de Los Angeles                                          | Eddie Rosario                                                   |                                                                 |
| 2022  | Phillies de Philadelphie                                        | 4-1                                                             | Padres de San Diego                                             |                                                                 |                                                                 |

## Palmarès par équipe
Les Nationals de Washington sont la seule équipe à n'avoir jamais joué en Série de championnat de la Ligue nationale. Toutefois, cette franchise était établie à Montréal de 1969 à 2004 et les Expos de Montréal participèrent à la série finale de la Ligue nationale avant le transfert du club vers Washington. Les Brewers de Milwaukee comptent une participation à la Série de championnat de la Ligue nationale, mais aussi une présence en Série de championnat de la Ligue américaine avant de changer de ligue en 1998.

### Nombre de présences en Série de championnat de la Ligue nationale

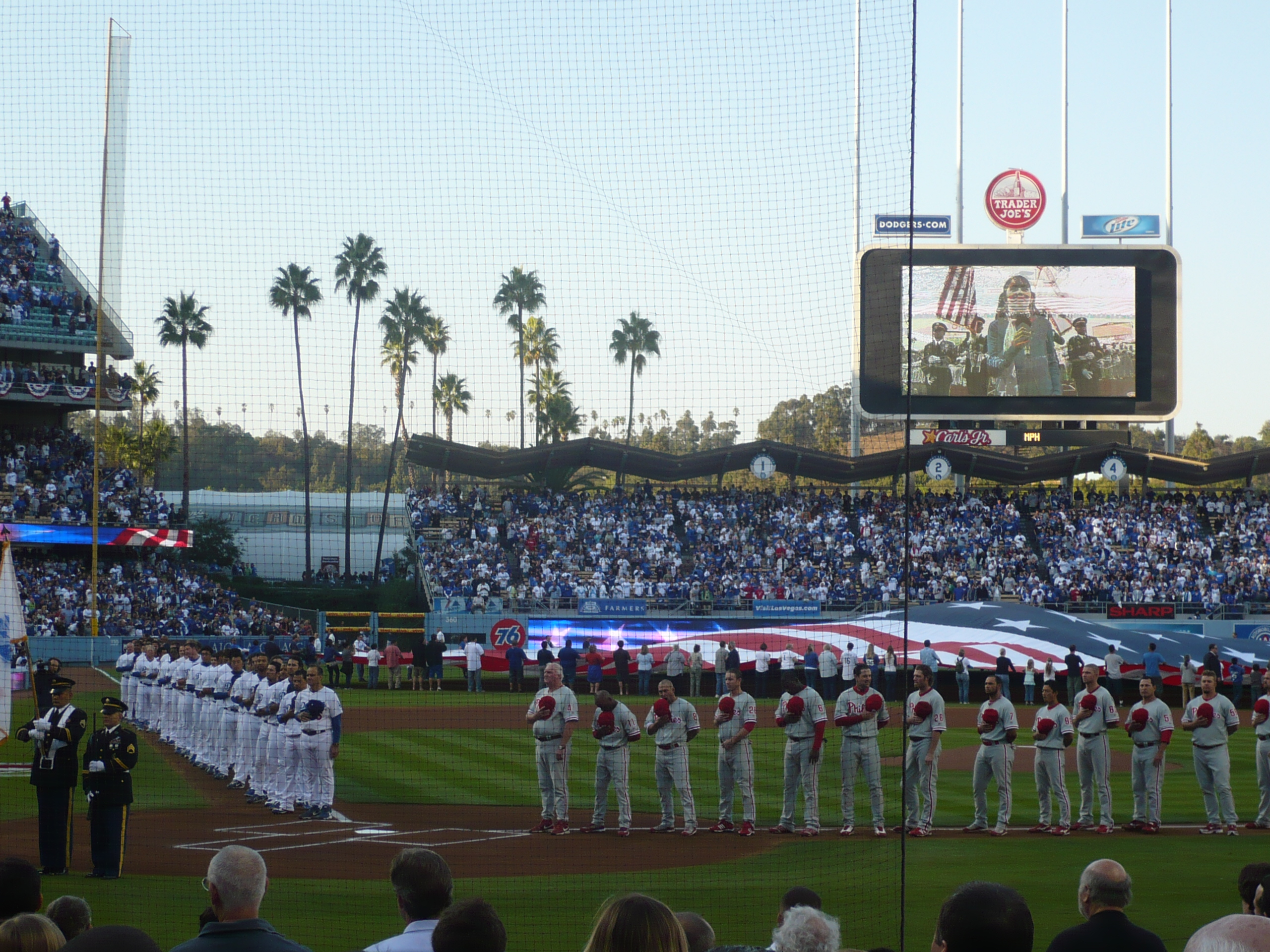
Philadelphie et Los Angeles se sont affrontés cinq fois en Série de championnat, dont ce duel en 2008.

Mis à jour après la saison 2021 :
| Équipe                    | Séries | Victoires | Défaites |
| ------------------------- | ------ | --------- | -------- |
| Dodgers de Los Angeles    | 15     | 8         | 7        |
| Cardinals de Saint-Louis  | 14     | 7         | 7        |
| Braves d'Atlanta          | 13     | 6         | 7        |
| Phillies de Philadelphie  | 9      | 5         | 4        |
| Pirates de Pittsburgh     | 9      | 2         | 7        |
| Mets de New York          | 8      | 5         | 3        |
| Reds de Cincinnati        | 8      | 5         | 3        |
| Giants de San Francisco   | 7      | 5         | 2        |
| Cubs de Chicago           | 6      | 1         | 5        |
| Astros de Houston         | 4      | 1         | 3        |
| Marlins de la Floride     | 2      | 2         | 0        |
| Padres de San Diego       | 2      | 2         | 0        |
| Diamondbacks de l'Arizona | 2      | 1         | 1        |
| Nationals de Washington   | 2      | 1         | 1        |
| Brewers de Milwaukee      | 2      | 0         | 2        |
| Rockies du Colorado       | 1      | 1         | 0        |
| Expos de Montréal         | 1      | 0         | 1        |

### Matchs de Série de championnat joués
Mis à jour après la saison 2021 :
| Équipe                    | Matchs | Gagné | Perdu | %     |
| ------------------------- | ------ | ----- | ----- | ----- |
| Dodgers de Los Angeles    | 81     | '39   | 42    | ,481  |
| Cardinals de Saint-Louis  | 81     | 38    | 43    | ,469  |
| Braves d'Atlanta          | 73     | 34    | 39    | ,466  |
| Pirates de Pittsburgh     | 50     | 23    | 27    | ,460  |
| Mets de New York          | 43     | 26    | 17    | ,605  |
| Giants de San Francisco   | 39     | 24    | 15    | ,615  |
| Phillies de Philadelphie  | 42     | 22    | 20    | ,524  |
| Reds de Cincinnati        | 32     | 18    | 14    | ,562  |
| Cubs de Chicago           | 32     | 11    | 21    | ,344  |
| Astros de Houston         | 24     | 11    | 13    | ,458  |
| Marlins de la Floride     | 13     | 8     | 5     | ,615  |
| Brewers de Milwaukee      | 13     | 5     | 8     | ,385  |
| Padres de San Diego       | 11     | 7     | 4     | ,636  |
| Nationals de Washington   | 9      | 6     | 3     | ,667  |
| Diamondbacks de l'Arizona | 9      | 4     | 5     | ,444  |
| Expos de Montréal         | 5      | 2     | 3     | ,400  |
| Rockies du Colorado       | 4      | 4     | 0     | 1,000 |

### Duels fréquents

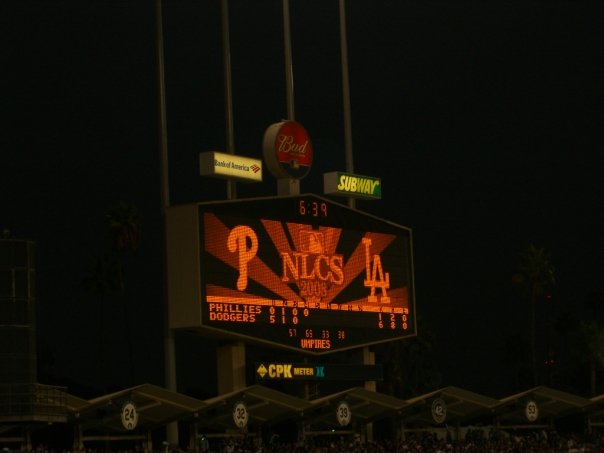
En 2008, la quatrième des cinq séries Phillies-Dodgers.

Les Dodgers de Los Angeles et les Phillies de Philadelphie se sont affrontés à cinq reprises en Série de championnat. Après deux échecs en deux ans (1977 et 1978), les Phillies ont enfin battu les Dodgers en 1983 avant de les éliminer deux automnes de suite (2008 et 2009) pour passer en Série mondiale.
Les Reds de Cincinnati et les Pirates de Pittsburgh se sont aussi affrontés à cinq reprises. Vaincus en 1970, 1972 et 1975, les Pirates triomphent finalement des Reds en 1979. En 1990, Cincinnati élimine une fois de plus Pittsburgh en route vers une conquête du titre mondial.
En trois occasions la Série de championnat a opposé les deux mêmes équipes deux saisons consécutives. En 1977 et 1978, les Dodgers battent les Phillies, et en 1991 et 1992 les Braves d'Atlanta éliminent les Pirates de Pittsburgh chaque fois dans la limite de cinq parties. En 2004, les Cardinals de Saint-Louis battent les Astros de Houston mais ces derniers prennent leur revanche en triomphant des Cardinals à l'automne 2005.

### Participations consécutives
Les Braves d'Atlanta détiennent le record de huit participations consécutives à la Série de championnat de la Ligue nationale. Cette performance est considérée comme un record même si le club n'a pas joué en finale de la Ligue nationale en 1994 puisque celle-ci fut annulée en raison d'une grève des joueurs. Atlanta joue donc en finale de la ligue à chacune des séries éliminatoires de 1991 à 1999, l'emportant cinq fois.
De 2011 à 2014, les Cardinals de Saint-Louis jouent 4 fois de suite en Série de championnat, en gagnant deux. Ils y avaient auparavant participé trois années consécutives, de 2004 à 2006. Les Phillies de Philadelphie ont joué trois fois de suite en Série de championnat en deux occasions : trois éliminations consécutives en 1976, 1977 et 1978, puis une nouvelle séquence de 2008 à 2010 s'étant soldée par une élimination après deux victoires.
De 1970 à 1972, les Pirates de Pittsburgh jouent la Série de championnat, ne remportant que celle de 1971. La franchise effectue de nouveau trois voyages consécutifs en finale de la Nationale de 1990 à 1992, perdant cette fois à trois reprises. Les Cubs de Chicago sont de la Série de championnat de 2015 à 2017, remportant celle de 2016.